# Rainbow Award
Mit dem Rainbow Award werden seit 1996 jährlich Personen und Gruppen ausgezeichnet, die sich um Geschlechtergerechtigkeit und sexuelle Vielfalt verdient gemacht haben.

## Geschichte
Die Preisverleihung findet traditionell auf der Hauptbühne des Lesbisch-schwulen Stadtfestes Berlin rund um den Nollendorfplatz in Schöneberg statt, das einmal im Jahr über 2 Tage hinweg vom Trägerverein ausgerichtet wird. Ausgezeichnet werden Personen und Gruppen aus dem gesamten Bundesgebiet oder auch aus dem Ausland, die oft, aber nicht zwingend, einen Bezug zu Berlin haben. Seit 2007 ist das Lesbisch-schwule Stadtfest Berlin das gröẞte seiner Art in Europa. Entsprechend groß ist das mediale Interesse an der Veranstaltung, insbesondere an der Preisverleihung, dem Höhepunkt des Stadtfestes. Die Schirmherrschaft der Veranstaltung liegt bei den ehemaligen Preisträgern Elisabeth Ziemer und Klaus Wowereit, zuvor bei Renate Künast und Andreja Schneider.

## Preisträger (Auswahl)
- 1996: Elisabeth Ziemer
- 1999: Heinz Uth
- 2002: Rosa von Praunheim
- 2005: LSVD+ – Verband Queere Vielfalt Berlin-Brandenburg
- 2006: Wieland Speck
- 2007: Klaus Wowereit
- 2008: Thomas Birk
- 2016: Seyran Ateş
- 2017: Christine Lüders
- 2018: Mahide Lein
- 2022: L-Support e. V. (Anti-Gewalt-Projekt)
- 2024: Wanja Kilber, Vorstandsvorsitzender von Quarteera